# ビルピ・サラスヴォ
ビルピ・サラスヴォ（Virpi Katriina Sarasvuo、旧姓クイトゥネンKuitunen、1976年5月20日 - ）は、フィンランド、南サヴォ県カンガスニエミ出身のクロスカントリースキー選手。

## プロフィール
クイトゥネンは冬季オリンピックで2個（2006年チームスプリント銅、2010年リレー銅）、ノルディックスキー世界選手権で8個（2001年パシュート金、2005年30km銀、2007年チームスプリント・30km・リレー金、個人スプリント銅、2009年チームスプリント・リレー金）のメダルを獲得している。
年末年始に行われるツール・ド・スキーでは2006-2007シーズンと2007-2009シーズンの2度総合優勝、クロスカントリースキー・ワールドカップでは2006-2007シーズンと2007-2008シーズンに2連覇を達成、通算20勝（2位14回、3位9回）をあげている。
2010年7月16日に実業家のヤリ・サラスヴォ(Jari Sarasvuo)と結婚した。

## ドーピング論争
2001年ノルディックスキー世界選手権においてクイトゥネンを含む6人のフィンランド代表選手（後に「ラハティ6」と呼ばれた）が禁止薬物であるヒドロキシエチル澱粉（HES）の陽性反応を示した。
クイトゥネンはリレーで獲得した銀メダルの剥奪と2年間の出場停止処分を受けた。 